# Sunda kommun
Sunda kommun (färöiska: Sunda kommuna) är en kommun på Färöarna och täcker byar på båda sidorna av sundet Sundini mellan de två öarna Streymoy och Eysturoy. Kommunen har 1 811 invånare (2020) invånare, och omfattar, förutom centralorten Oyrarbakki, även orterna Norðskáli, Oyri, Saksun, Haldórsvík, Tjørnuvík, Langasandur, Hósvík, Hvalvík, Streymnes och Gjógv. 

## Befolkningsutveckling
| Befolkningsutvecklingen i Sunda kommun 1985–2015 | Befolkningsutvecklingen i Sunda kommun 1985–2015 | Befolkningsutvecklingen i Sunda kommun 1985–2015 | Befolkningsutvecklingen i Sunda kommun 1985–2015 | Befolkningsutvecklingen i Sunda kommun 1985–2015 |
| ------------------------------------------------ | ------------------------------------------------ | ------------------------------------------------ | ------------------------------------------------ | ------------------------------------------------ |
|                                                  |                                                  |                                                  |                                                  |                                                  |
| År                                               |                                                  |                                                  | Folkmängd                                        |                                                  |
| 1985                                             | 1985                                             |                                                  | 1 457                                            |                                                  |
| 1990                                             | 1990                                             |                                                  | 1 498                                            |                                                  |
| 1995                                             | 1995                                             |                                                  | 1 311                                            |                                                  |
| 2000                                             | 2000                                             |                                                  | 1 384                                            |                                                  |
| 2005                                             | 2005                                             |                                                  | 1 552                                            |                                                  |
| 2010                                             | 2010                                             |                                                  | 1 667                                            |                                                  |
| 2015                                             | 2015                                             |                                                  | 1 698                                            |                                                  |
|                                                  |                                                  |                                                  |                                                  |                                                  |